# زلزال منجيل-رودبار 1990
زلزال إيران أو زلزال جيلان هو زلزال بقوة 7,4 على مقياس رختر هز محافظتي جيلان وزنجان في شمال غرب إيران في 21 يونيو 1990 في الساعة 00:30.
خلف الزلزال الدمار لما يقارب 700 قرية وتسبب في مقتل 40,000 إلى 50,000 وجرح 60,000 شخص وتشريد 400,000 شخص.

## مصدر
- Earthquake Hazards Program نسخة محفوظة 21 فبراير 2012 على موقع واي باك مشين.